# 남매의 집
《남매의 집》은 한국에서 제작된 조성희 감독의 2009년 드라마 영화이다. 박세종 등이 주연으로 출연하였다.

## 출연

### 주연
- 박세종
- 이다인

### 조연
- 구교환
- 조성환
- 백승익

## 기타
- 프로듀서: 한승상
- 제작부장: 김정민
- 제작부: 허은경
- 제작부: 김성대
- 촬영부: 이지훈
- 촬영부: 김정욱
- 조명: 지윤정
- 조명: 조영직
- 조명부: 김보라
- 조명부: 박재인
- 그립: 오태석
- 그립: 김현옥
- 그립: 백승범
- 조연출: 송재원
- 스크립터: 김민경
- 동시녹음: 이종호
- 동시녹음: 최지인
- 미술: 이병준
- 미술: 이병덕
- 미술팀: 김남호
- 미술팀: 이규미
- 미술팀: 박예춘
- 세트: 우제형
- 세트: 허서형
- 특수분장: 천지민
- 특수분장: 김선애
- 소품협조: 박시종
- 음향부문: 오남훈
- 음향부문: 송영호
- 음향부문: 김수덕
- 전화음원: 홍현주